# Justyna Kowalczyk

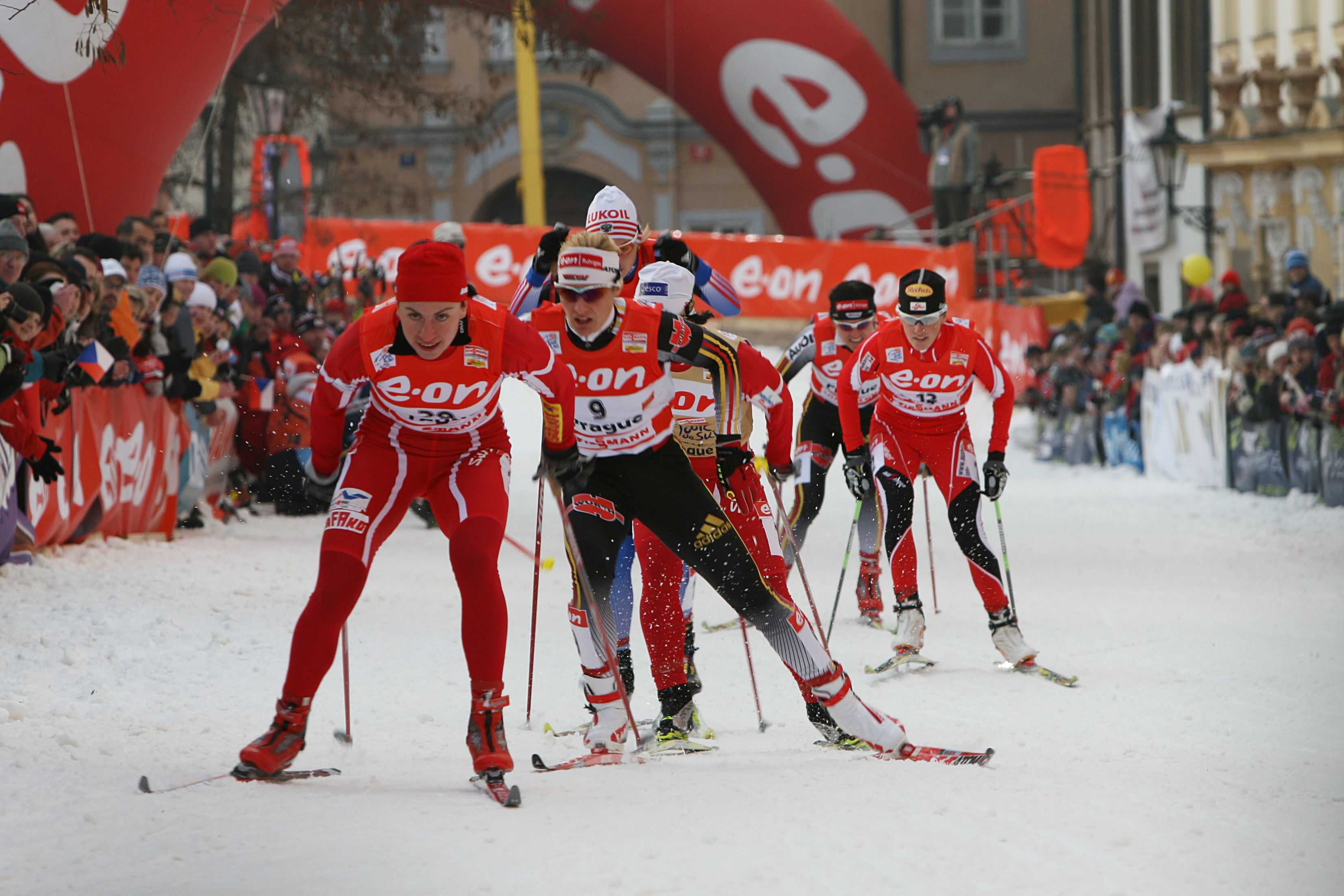
Kowalczyk tijdens de Tour de Ski in december 2007

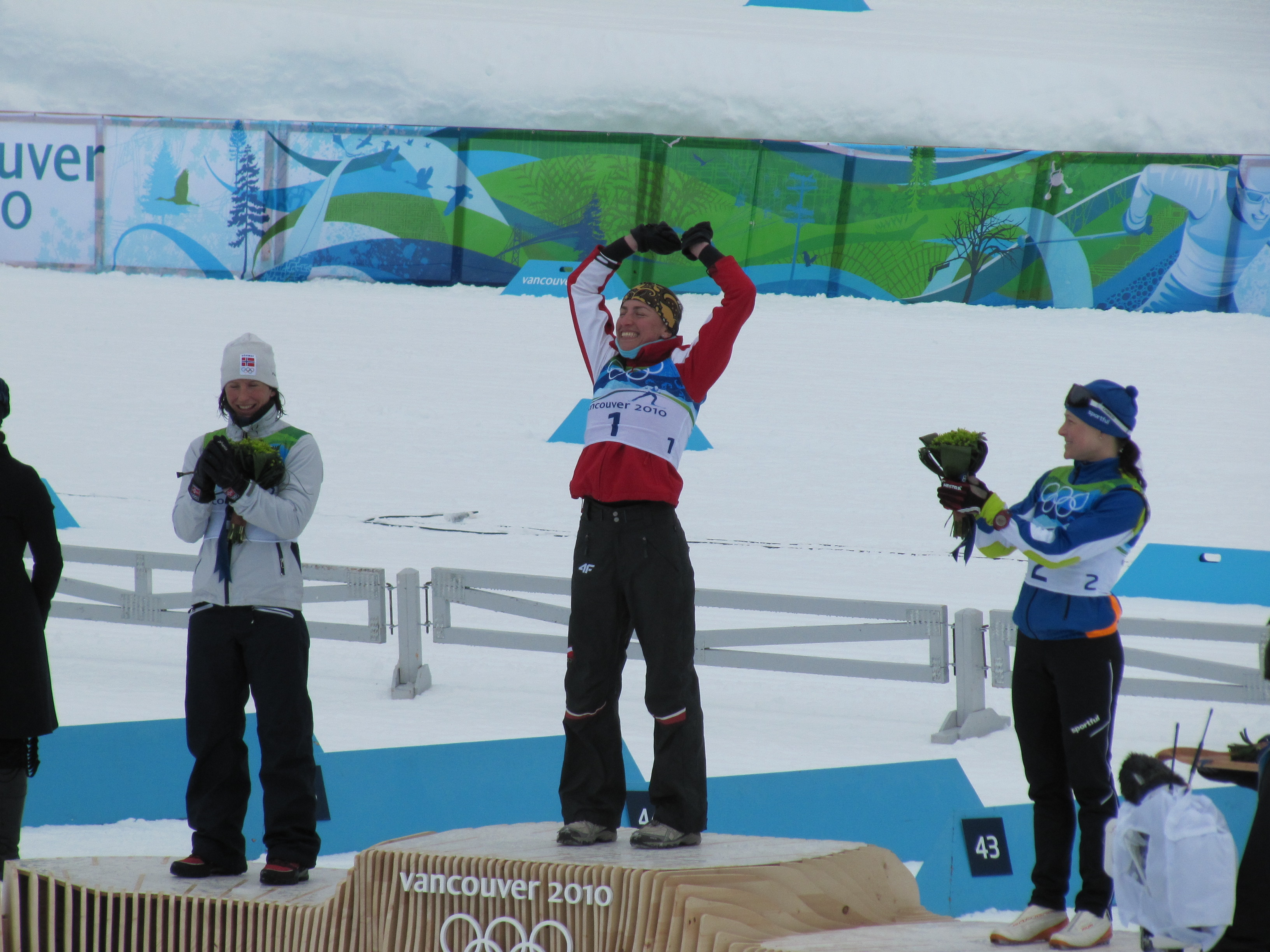
Kowalczyk (midden) tijdens de prijsuitreiking van de 30 km klassiek op de Olympische Winterspelen van 2010.

Justyna Maria Kowalczyk-Tekieli (Limanowa, 19 januari 1983) is een Poolse langlaufster. Kowalczyk vertegenwoordigde Polen tijdens de Olympische Winterspelen in 2006, 2010, 2014 en 2018. Kowalczyk was een klassieke stijl specialiste, het grootste deel van haar zeges behaalde ze in de klassieke stijl.

## Carrière
Kowalczyk maakte haar debuut in de wereldbeker op 9 december 2001 in het Italiaanse Cogne, tien dagen later in Asiago pakte de Poolse haar eerste wereldbekerpunten. Op de wereldkampioenschappen langlaufen 2003 in Val di Fiemme eindigde Kowalczyk als 31e op de sprint en als 48e op de 10 kilometer klassieke stijl. Tijdens de wereldkampioenschappen langlaufen 2005 in Oberstdorf presteerde de Poolse uitstekend, in juni 2005 werd echter bekend dat Kowalczyk in januari betrapt was op het gebruik van het verboden middel Dexamethason. De FIS schrapte al haar resultaten vanaf haar positieve plas tot het einde van het seizoen 2004/2005. In eerste instantie werd de Poolse twee jaar geschorst maar dat werd later ingekort waardoor Kowalczyk in december 2005 in Nové Město haar rentree kon maken, bij deze wedstrijd eindigde ze direct voor de eerste maal in de toptien van een wereldbekerwedstrijd. Haar eerste podiumplaats behaalde ze in januari 2006 in Otepää. Tijdens de Olympische Winterspelen van 2006 veroverde Kowalczyk de bronzen medaille op de 30 kilometer vrije stijl, daarnaast eindigde zal achtste op de 15 kilometer achtervolging en als 44e op de sprint.
In januari 2007 boekte de Poolse in Otepää haar eerste wereldbekerzege, aan het eind van het seizoen 2006/2007 eindigde ze voor het eerst in de toptien van het algemene wereldbekerklassement. Op de wereldkampioenschappen langlaufen 2007 in Sapporo, Japan eindigde de Poolse als negende op de 15 kilometer achtervolging, als zeventiende op de sprint en als achttiende op de 10 kilometer vrije stijl. In het seizoen 2007/2008 boekte Kowalczyk wederom een wereldbekerzege en eindigde ze als derde in het algemeen klassement. Tijdens het seizoen 2008/2009 boekte de Poolse vijf wereldbekerzeges en stelde ze eveneens de eindzege in het wereldbekerklassement veilig. In Liberec nam Kowalczyka deel aan de wereldkampioenschappen langlaufen 2009. Op dit toernooi veroverde ze de wereldtitels op de 15 kilometer achtervolging en de 30 kilometer vrije stijl, op de 10 kilometer klassiek sleepte ze de bronzen medaille in de wacht. Samen met Kornelia Marek, Sylwia Jaśkowiec en Paulina Maciuszek eindigde ze als zesde op de estafette. Tijdens de Olympische Winterspelen 2010 behaalde Kowalczyk drie medailles: goud op de 30 kilometer klassieke stijl, zilver op de individuele sprint en brons op de 15 kilometer achtervolging. Daarnaast eindigde ze als vijfde op de 10 kilometer vrije stijl, op de estafette eindigde ze samen met Kornelia Marek, Paulina Maciuszek en Sylwia Jaśkowiec op de zesde plaats. In het seizoen 2009/2010 prolongeerde ze de eindzege in het algemene wereldbekerklassement.
Op de wereldkampioenschappen langlaufen 2011 in Oslo sleepte de Poolse de zilveren medaille in de wacht op zowel de 10 kilometer klassieke stijl als de 15 kilometer achtervolging, op de 30 kilometer vrije stijl legde ze beslag op de bronzen medaille. Daarnaast eindigde ze als vijfde op de sprint. Samen met Ewelina Marcisz, Paulina Maciuszek en Agnieszka Szymańczak eindigde ze als achtste op de estafette. In het seizoen 2010/2011 boekte Kowalczyk haar derde eindzege op rij in het algemene wereldbekerklassement. In Val di Fiemme nam ze deel aan de wereldkampioenschappen langlaufen 2013. Op dit toernooi veroverde ze de zilveren medaille op de 30 kilometer klassieke stijl, daarnaast eindigde ze als vijfde op de 15 kilometer skiatlon en als zesde op de sprint. Op de estafette eindigde ze samen met Kornelia Kubińska, Paulina Maciuszek en Agnieszka Szymańczak op de negende plaats. In het seizoen 2012/2013 greep de Poolse haar vierde eindzege in het algemene wereldbekerklassement. Tijdens de Olympische Winterspelen van 2014 in Sotsji werd Kowalczyk olympisch kampioene op de 10 kilometer klassieke stijl, daarnaast eindigde ze als vijfde op de 15 kilometer skiatlon. Samen met Sylwia Jaśkowiec eindigde ze als vijfde op de teamsprint, op de estafette eindigde ze samen met Kornelia Kubińska, Sylwia Jaśkowiec en Paulina Maciuszek op de zesde plaats.
Op de wereldkampioenschappen langlaufen 2015 in Falun eindigde ze als vierde op de sprint en als zeventiende op de 30 kilometer klassieke stijl. Samen met Sylwia Jaśkowiec sleepte ze de bronzen medaille in de wacht op de teamsprint, op de estafette eindigde ze samen met Kornelia Kubińska, Ewelina Marcisz en Sylwia Jaśkowiec op de vijfde plaats. In Lahti nam de Poolse deel aan de wereldkampioenschappen langlaufen 2017. Op dit toernooi eindigde ze als achtste op de 10 kilometer klassieke stijl. Samen met Ewelina Marcisz, Kornelia Kubińska en Martyna Galewicz eindigde ze als achtste op de estafette, op de teamsprint eindigde ze samen met Ewelina Marcisz op de negende plaats. Tijdens de Olympische Winterspelen van 2018 in Pyeongchang eindigde Kowalczyk als veertiende op de 30 kilometer klassieke stijl, als zeventiende op de 15 kilometer skiatlon en als 22e op de sprint. Samen met Sylwia Jaśkowiec eindigde ze als zevende op de teamsprint, op de estafette eindigde ze samen met Ewelina Marcisz, Martyna Galewicz en Sylwia Jaśkowiec op de tiende plaats.

## Doping
In 2010 behaalde Kowalczyk het nieuws doordat ze haar rivale Marit Bjørgen uit Noorwegen beschuldigde twee keer olympisch goud te hebben gewonnen dankzij een geneesmiddel tegen astma. Dit schreef ze op haar eigen website. Kowalczyk werd zelf in 2005 voor twee jaar geschorst door de FIS voor het gebruik van verboden middelen. Ze beweerde dat het middel zat in een pijnstiller die ze gebruikt had. De straf werd later door het Internationaal Sporttribunaal tot zes maanden teruggebracht, omdat ze te goeder trouw zou hebben gehandeld.

## Resultaten

### Olympische Spelen
| Jaar | Plaats      | Resultaten |
| ---- | ----------- | --- |
| 2006 | Turijn      | 44e Sprint (vrije stijl) · DNF 10 km klassieke stijl · 8e 15 km achtervolging · 30 km vrije stijl                           |
| 2010 | Vancouver   | Sprint (klassieke stijl) · 5e 10 km vrije stijl · 15 km achtervolging · 30 km klassieke stijl · 6e 4×5 km estafette         |
| 2014 | Sotsji      | 10 km (klassieke stijl) · 6e 15 km skiatlon · DNF 30 km vrije stijl · 5e Teamsprint (klassieke stijl) · 6e 4×5 km estafette |
| 2018 | Pyeongchang | 22e Sprint (klassieke stijl) 17e 15 km skiatlon 14e 30 km klassieke stijl 7e Teamsprint (vrije stijl) 10e 4x5 km estafette  |

### Wereldkampioenschappen
| Jaar | Plaats        | Resultaten |
| ---- | ------------- | --- |
| 2003 | Val di Fiemme | 31e Sprint (vrije stijl) 48e 10 km (klassieke stijl)                                                            |
| 2007 | Sapporo       | 17e Sprint (vrije stijl) 18e 10 km vrije stijl 9e 15 km achtervolging DNF 30 km klassieke stijl                 |
| 2009 | Liberec       | 10 km klassieke stijl · 15 km achtervolging · 30 km vrije stijl · 6e 4×5 km estafette                           |
| 2011 | Oslo          | 5e Sprint (vrije stijl) · 10 km klassieke stijl · 15 km achtervolging · 30 km vrije stijl · 8e 4×5 km estafette |
| 2013 | Val di Fiemme | 6e Sprint (klassieke stijl) · 5e 15 km skiatlon · 30 km klassieke stijl · 9e 4×5 km estafette                   |
| 2015 | Falun         | 4e Sprint (klassieke stijl) · 17e 30 km klassieke stijl · Teamsprint (vrije stijl) · 5e 4×5 km estafette        |
| 2017 | Lahti         | 8e 10 km klassieke stijl 9e Teamsprint (klassieke stijl) 8e 4×5 km estafette                                    |

### Wereldbeker
Eindklasseringen
| Seizoen   | Algm   | DI     | SP     | TdS  |
| --------- | ------ | ------ | ------ | ---- |
| 2001/2002 | 103e   | –      | 73e    |      |
| 2002/2003 | 88e    | –      | 61e    |      |
| 2003/2004 | 46e    | 42e    | 38e    |      |
| 2004/2005 | 44e    | 30e    | 44e    |      |
| 2005/2006 | 13e    | 17e    | 17e    |      |
| 2006/2007 | 8e     | 10e    | 17e    | 11e  |
| 2007/2008 | Brons  | Brons  | 8e     | 7e   |
| 2008/2009 | Goud   | Goud   | 4e     | 4e   |
| 2009/2010 | Goud   | Goud   | Goud   | Goud |
| 2010/2011 | Goud   | Goud   | 5e     | Goud |
| 2011/2012 | Zilver | Zilver | 4e     | Goud |
| 2012/2013 | Goud   | Goud   | Zilver | Goud |
| 2013/2014 | 12e    | 7e     | 13e    | –    |
| 2014/2015 | 13e    | 13e    | 33e    | DNF  |
| 2015/2016 | 16e    | 13e    | 35e    | 23e  |
| 2016/2017 | 21e    | 14e    | 27e    | –    |
| 2017/2018 | 54e    | 49e    | 41e    | –    |

Wereldbekerzeges
| Nr. | Datum            | Plaats                | Onderdeel                                 |
| --- | ---------------- | --------------------- | ----------------------------------------- |
| 1.  | 27 januari 2007  | Otepää                | 10 km klassieke stijl                     |
| 2.  | 22 januari 2008  | Canmore               | 15 km achtervolging                       |
| 3.  | 17 januari 2009  | Whistler              | 15 km achtervolging                       |
| 4.  | 24 januari 2009  | Otepää                | 10 km klassieke stijl                     |
| 5.  | 14 februari 2009 | Valdidentro           | 10 km klassieke stijl                     |
| 6.  | 8 maart 2009     | Lahti                 | 10 km vrije stijl                         |
| 7.  | 22 maart 2009    | Falun                 | Wereldbekerfinale                         |
| 8.  | 28 november 2009 | Kuusamo               | Sprint (klassieke stijl)                  |
| 9.  | 20 december 2009 | Rogla                 | 15 km klassieke stijl                     |
| 10. | 2 januari 2010   | Oberhof               | 10 km klassieke stijl TdS                 |
| 11. | 7 januari 2010   | Toblach               | 5 km klassieke stijl TdS                  |
| 12. | 10 januari 2010  | Tour de Ski 2009/2010 | Tour de Ski 2009/2010                     |
| 13. | 16 januari 2010  | Otepää                | 10 km klassieke stijl                     |
| 14. | 23 januari 2010  | Rybinsk               | 15 km achtervolging                       |
| 15. | 6 februari 2010  | Canmore               | Sprint (klassieke stijl)                  |
| 16. | 31 december 2010 | Oberhof               | 2,5 km proloog vrije stijl TdS            |
| 17. | 1 januari 2011   | Oberhof               | 10 km klassieke stijl (handicapstart) TdS |
| 18. | 6 januari 2011   | Toblach               | 16 km vrije stijl TdS                     |
| 19. | 8 januari 2011   | Toblach               | 10 km klassieke stijl (massastart) TdS    |
| 20. | 9 januari 2011   | Tour de Ski 2010/2011 | Tour de Ski 2010/2011                     |
| 21. | 4 februari 2011  | Rybinsk               | 10 km achtervolging                       |
| 22. | 17 december 2011 | Rogla                 | 10 km klassieke stijl (massastart)        |
| 23. | 29 december 2011 | Oberhof               | 2,5 km vrije stijl TdS                    |
| 24. | 30 december 2011 | Oberhof               | 10 km klassieke stijl (handicapstart) TdS |
| 25. | 31 december 2011 | Oberstdorf            | Sprint (klassieke stijl) TdS              |
| 26. | 7 januari 2012   | Val di Fiemme         | 10 km klassieke stijl (massastart) TdS    |
| 27. | 8 januari 2012   | Tour de Ski 2011/2012 | Tour de Ski 2011/2012                     |
| 28. | 21 januari 2012  | Otepää                | Sprint (klassieke stijl)                  |
| 29. | 22 januari 2012  | Otepää                | 10 km klassieke stijl                     |
| 30. | 4 februari 2012  | Moskou                | Sprint (klassieke stijl)                  |
| 31. | 18 februari 2012 | Szklarska Poręba      | 10 km klassieke stijl                     |
| 32. | 17 maart 2012    | Falun                 | 10 km klassieke stijl (massastart)        |
| 33. | 13 december 2012 | Canmore               | 10 km klassieke stijl (massastart)        |
| 34. | 16 december 2012 | Canmore               | 15 km skiatlon                            |
| 35. | 30 december 2012 | Oberhof               | 9 km klassieke stijl (handicapstart) TdS  |
| 36. | 3 januari 2013   | Toblach               | 15 km vrije stijl (handicapstart) TdS     |
| 37. | 4 januari 2013   | Toblach               | 3 km klassieke stijl TdS                  |
| 38. | 5 januari 2013   | Val di Fiemme         | 10 km klassieke stijl (massastart) TdS    |
| 39. | 6 januari 2013   | Tour de Ski 2012/2013 | Tour de Ski 2012/2013                     |
| 40. | 16 februari 2013 | Davos                 | Sprint (klassieke stijl)                  |
| 41. | 10 maart 2013    | Lahti                 | 10 km klassieke stijl                     |
| 42. | 13 maart 2013    | Drammen               | Sprint (klassieke stijl)                  |
| 43. | 20 maart 2013    | Stockholm             | Sprint (klassieke stijl)                  |
| 44. | 29 november 2013 | Kuusamo               | Sprint (klassieke stijl)                  |
| 45. | 30 november 2013 | Kuusamo               | 5 km klassieke stijl                      |
| 46. | 7 december 2013  | Lillehammer           | 10 km klassieke stijl                     |
| 47. | 21 december 2013 | Asiago                | Sprint (klassieke stijl)                  |
| 48. | 19 januari 2014  | Szklarska Poręba      | 10 km klassieke stijl (massastart)        |
| 49. | 4 februari 2017  | Pyeongchang           | 15 km skiatlon                            |

*TdS = Etappezege in de Tour de Ski

### Marathons
Ski Classics zeges
| Nr. | Datum          | Plaats               | Marathon          | Onderdeel                          |
| --- | -------------- | -------------------- | ----------------- | ---------------------------------- |
| 1.  | 8 maart 2015   | Sälen–Mora           | Wasaloop          | 90 km klassieke stijl (massastart) |
| 2.  | 2 april 2016   | Vålådalen–Edsåsdalen | Årefjällsloppet   | 60 km klassieke stijl (massastart) |
| 3.  | 28 maart 2017  | Rena–Lillehammer     | Birkebeinerrennet | 54 km klassieke stijl (massastart) |
| 4.  | 1 april 2017   | Bardufoss            | Reistadløpet      | 50 km klassieke stijl (massastart) |
| 5.  | 17 maart 20178 | Rena–Lillehammer     | Birkebeinerrennet | 54 km klassieke stijl (massastart) |
| 6.  | 16 maart 2019  | Rena–Lillehammer     | Birkebeinerrennet | 54 km klassieke stijl (massastart) |

Overige marathonzeges
| Nr. | Datum            | Plaats              | Marathon               | Onderdeel                          |
| --- | ---------------- | ------------------- | ---------------------- | ---------------------------------- |
| 1.  | 18 april 2010    | Avatsjinskaja Sopka | Avacha Ski Marathon    | 60 km vrije stijl (massastart)     |
| 2.  | 2011             | Snow Farm           | Merino Muster          | 42 km vrije stijl (massastart)     |
| 3.  | 2012             | Snow Farm           | Merino Muster          | 42 km vrije stijl (massastart)     |
| 4.  | 2013             | Snow Farm           | Merino Muster          | 42 km vrije stijl (massastart)     |
| 5.  | 16 augustus 2014 | Snow Farm           | Merino Muster          | 42 km vrije stijl (massastart)     |
| 6.  | 8 augustus 2015  | Ushuaia             | Ushuaia Loppet         | 42 km vrije stijl (massastart)     |
| 7.  | 16 augustus 2015 | Ushuaia             | Marchablanca           | 21 km klassieke stijl (massastart) |
| 8.  | 30 april 2016    | Ísafjörður          | Fossavatn Ski Marathon | 50 km klassieke stijl (massastart) |
| 9.  | 4 maart 2017     | Szklarska Poręba    | Bieg Piastów           | 50 km klassieke stijl (massastart) |
| 10. | 16 februari 2019 | Gsieser Tal         | Gsieser-Tal-Lauf       | 42 km klassieke stijl (massastart) |
| 11. | 2 maart 2019     | Szklarska Poręba    | Bieg Piastów           | 50 km klassieke stijl (massastart) |